# Toyopet

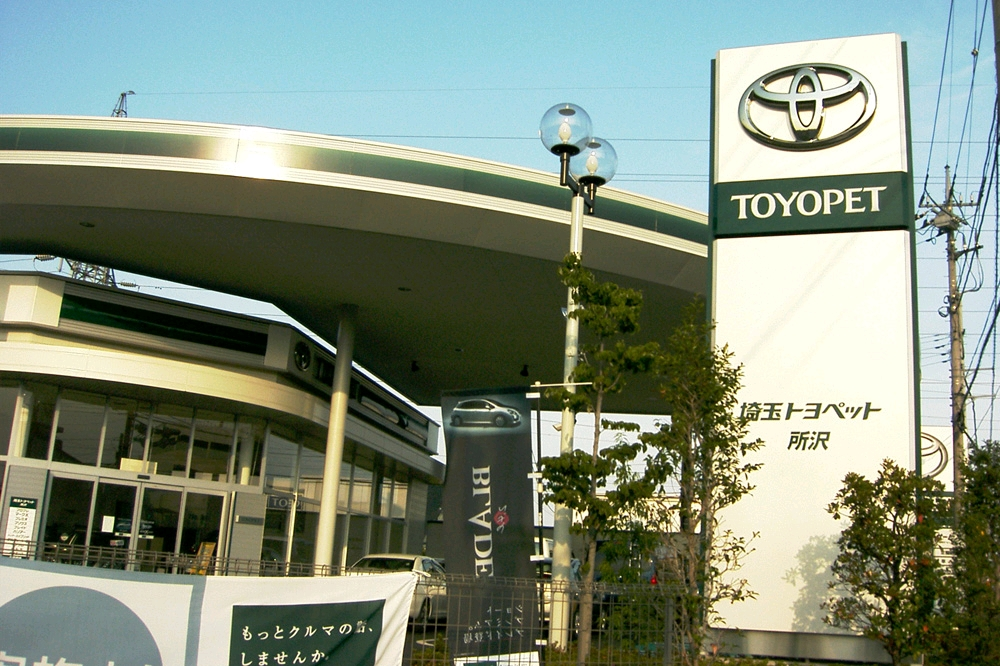

Toyopet (jap. トヨペット, Toyopetto) ist der Name eines Händlernetzwerkes des japanischen Toyota-Konzerns. Der Hauptsitz befindet sich in Tokio.
Das Unternehmen existiert seit dem Jahr 1947 und war in seiner Anfangszeit auf dem heimischen Markt als eine Automobilmarke aktiv. Nur im Export verwendete das Unternehmen den Markennamen Toyota. Erst in den frühen 1970er-Jahren kam man von dem Badge-Engineering ab und verwendete schließlich nach und nach den Markennamen des Mutterkonzerns, bis Toyopet als Automobilmarke im Jahre 1978 dann schließlich vollständig vom Markt verschwand. Bis dahin war Toyopet lediglich als eine Joint-Venture-Unternehmung mit dem japanischen Staat geführt worden, die die Aktienmehrheit besaß. Erst mit dem Ausstieg des Staates übernahm Toyota das Unternehmen und verwandelte es in eine seiner Tochtergesellschaften.
Angeboten wurden unter diesem Markennamen hauptsächlich Fahrzeuge der Mittelklasse. Aber auch mehrere Nutzfahrzeugmodelle hatte es darunter gegeben.
Folgende Modelle gab es unter dem Toyopet-Markennamen:
- Toyopet Corona (1957 bis 1978)
- Toyopet Corona Mark II (1967 bis 1976)
- Toyopet Crown (1955 bis 1971)
- Toyopet FH24 (?)
- Toyopet FHJ (?)
- Toyopet Master (1955 bis 1956)
- Toyopet Masterline (1957 bis 1961)
- Toyopet SA (1947 bis 1952)
- Toyopet SB (1947 bis 1952)
- Toyopet SC (nur 1948)
- Toyopet SD (1948 bis 1951)
- Toyopet SF (1947 bis 1952)
- Toyopet SG (1952 bis 1954)
- Toyopet Super (1953 bis 1955)
- Toyopet Toyoace (1954 bis 1971)

Eine Quelle bestätigt die Verwendung des Markennamens Toyopet nur für den Zeitraum von 1945 bis 1955, während eine andere Quelle Toyopet als Teil des Modellnamens ansieht.